# Karolin Back
 (février 2022).
La mise en forme du texte ne suit pas les recommandations de Wikipédia : il faut le « wikifier ».
Les points d'amélioration suivants sont les cas les plus fréquents. Le détail des points à revoir est peut-être précisé sur la page de discussion.
- Les titres sont pré-formatés par le logiciel. Ils ne sont ni en capitales, ni en gras.
- Le texte ne doit pas être écrit en capitales (les noms de famille non plus), ni en gras, ni en italique, ni en « petit »…
- Le gras n'est utilisé que pour surligner le titre de l'article dans l'introduction, une seule fois.
- L'italique est rarement utilisé : mots en langue étrangère, titres d'œuvres, noms de bateaux, etc.
- Les citations ne sont pas en italique mais en corps de texte normal. Elles sont entourées par des guillemets français : « et ».
- Les listes à puces sont à éviter, des paragraphes rédigés étant largement préférés. Les tableaux sont à réserver à la présentation de données structurées (résultats, etc.).
- Les appels de note de bas de page (petits chiffres en exposant, introduits par l'outil «  Source ») sont à placer entre la fin de phrase et le point final[comme ça].
- Les liens internes (vers d'autres articles de Wikipédia) sont à choisir avec parcimonie. Créez des liens vers des articles approfondissant le sujet. Les termes génériques sans rapport avec le sujet sont à éviter, ainsi que les répétitions de liens vers un même terme.
- Les liens externes sont à placer uniquement dans une section « Liens externes », à la fin de l'article. Ces liens sont à choisir avec parcimonie suivant les règles définies. Si un lien sert de source à l'article, son insertion dans le texte est à faire par les notes de bas de page.
- La présentation des références doit suivre les conventions bibliographiques. Il est recommandé d'utiliser les modèles {{Ouvrage}}, {{Chapitre}}, {{Article}}, {{Lien web}} et/ou {{Bibliographie}}. Le mode d'édition visuel peut mettre en forme automatiquement les références.
- Insérer une infobox (cadre d'informations à droite) n'est pas obligatoire pour parachever la mise en page.

Pour une aide détaillée, merci de consulter Aide:Wikification.
Si vous pensez que ces points ont été résolus, vous pouvez retirer ce bandeau et améliorer la mise en forme d'un autre article.
Karolin Back (née en 1980 à Stuttgart) est une artiste et photographe allemande. Son œuvre comprend la photographie, la vidéo, les installations et l'art conceptuel.

## Biographie
Karolin Back a grandi à Stuttgart. Après une formation de menuisière (2001-2004) suivie d'une formation continue de créatrice dans l'artisanat, elle a d'abord travaillé à son compte comme créatrice dans l'artisanat. De 2007 à 2013, Back a étudié l'art à la Hochschule für Gestaltung Offenbach am Main auprès de Martin Liebscher.
En 2014, elle a remporté le prix gute aussichten - junge deutsche fotografie avec son travail de diplôme "Was ist eine Sekunde, wenn neben ihr die Welt steht".
En 2015, elle a reçu le prix Talents de C/O Berlin. Un catalogue d'exposition intitulé "play loud" a été publié à l'occasion de cette exposition aux éditions Kehrerverlag.
Ses travaux ont été présentés en Allemagne et dans d’autres pays dans le cadre d'expositions individuelles et collectives. Entre autres à Berlin, Hambourg, Francfort-sur-le-Main, Mexico, Washington, Nicosie, Tallinn et Łódź.
Les installations et les photographies de Back jouent souvent avec la représentation et la perception de la photographie.

## Bourses et prix
- 2011, Deutschlandstipendium
- 2012, Deutsche Börse und HfG Fotoförderpreis[2]
- 2013, Atelierstipendium der Künstlerhilfe Frankfurt e.V.
- 2013, Dr. Marschner Diplomstipendium
- 2014, Preview Berlin Hyp Preis[3]
- 2014, gute aussichten – junge deutsche fotografie[4]
- 2014, Arbeitsstipendium der Künstlerhilfe Frankfurt e.V.[5]
- 2015, Talents 40, C/O Berlin[6]
- 2018, Atelierförderung der Stadt Stuttgart
- 2018, Nominiert für den südwestdeutschen Kunstpreis[7]

## Expositions (sélection)

### Expositions individuelles
- 2011, How many times. For how long. Why? HfG Offenbach: Satellit Berlin, Berlin
- 2011, High Noon, neuer Saarbrücker Kunstverein, KBM, Sarrebruck
- 2012, ich trage meinen Koffer zur nächsten Haltestelle, 1822-Forum der Frankfurter Sparkasse, Francfort (Katalog)
- 2014, 00:01, SJ Berwin LLP, Atrium am Opernplatz, Francfort
- 2014, Preview Berlin Hyp Preisträgerausstellung, Berlin
- 2016, Gute aussichten_heimspiel7: Karolin Back & Thomas Neumann, Neustadt
- 2017, Bildkultur, Stuttgart
- 2017, Talents 40, C/O Berlin, Berlin mit Ausstellungskatalog „Play loud“  (ISBN 978-3-86828-710-3)

### Expositions de groupe
- 2009, Hier und Jetzt, Ostrale, Dresde
- 2009, B-ED 20, Marburger Kunstverein, Marbourg
- 2009, Kommen gehen. gehen kommen. gehen. Zeitraumexit, Mannheim
- 2010, Es wär so geil noch ins Theater zu gehen, OUTNOW! Festival, KBM, Brême
- 2010, Photokina, Cologne
- 2010, COOP1, ehemalige Diamantenbörse, Francfort
- 2011, Das Museum selbst, Museum fuer Kunst und Kulturgeschichte, Marbourg
- 2011, Die Tiere werden unruhig, Wunder der Prärie, Zeitraumexit, KBM, Mannheim
- 2011, Kunsträume II, Francfort
- 2012, Phantom und Oper, Stadtgalerie Bad Soden, Bad Soden
- 2012, Ausstellung Visueller Dialog, Darmstädter Tage der Fotografie, Darmstadt
- 2012, An der Wand, Ray 2012 project, Francfort
- 2012, Liebscher feat: Back, Bussemer, Schwarz, Artcargobay, Lüften!, Francfort
- 2012, Spieglein Spieglein, Börsenverein des Deutschen Buchhandels, Francfort
- 2012, Death by Diving, Kreuzberg Pavillon, Berlin
- 2012, Spielt alle falsch, dann klingt es wieder richtig, HfG Offenbach: Satellit Berlin, Berlin
- 2013, Ausgezeichnet, Deutsche Börse, Francfort
- 2014, gute aussichten - junge deutsche fotografie. Museum Marta, Herford
- 2015, gute aussichten - junge deutsche fotografie. Goethe-Institut, Mexiko-Stadt, Mexiko, Landesmuseum Koblenz, Festung Ehrenbreitstein, Koblenz, Goethe-Institut, Nikosia, Zypern, Goethe-Institut, Washington DC, USA, Haus der Photographie, Deichtorhallen Hamburg
- 2015, Contemporary art ruhr (C.A.R.) Talent Bereich, Zollverein, Essen
- 2017, Zukunft der Erinnerung, Fotosommer, Hauptstaatsarchiv Stuttgart
- 2018, Internationales Fotofestival Lodz, Zukunft der Erinnerung

## Collections (sélection)
- C/O Berlin, Berlin
- Stadtwerke Offenbach Holding GmbH, Offenbach
- Fraport Frankfurt, Francfort